# The Gnome
Singles de Pink Floyd
See Emily Play / The Scarecrow
(1967) Apples and Oranges / Paintbox
(1967)
Pistes de The Piper at the Gates of Dawn
Interstellar Overdrive Chapter 24
The Gnome est une chanson du groupe de rock progressif Pink Floyd. La chanson a été écrite par Syd Barrett. La chanson est précédée d'Interstellar Overdrive et apparait sur l'album The Piper at the Gates of Dawn.
L'acteur britannique Nigel Planer a enregistré cette chanson sous le nom de Neil et l'a incluse sur son album éponyme.

## Personnel
- Syd Barrett - chant, guitares
- Roger Waters - guitare basse
- Richard Wright - piano
- Nick Mason - batterie, percussions

## Liens
- (en) Sources
- Site officiel de Pink Floyd
- Site officiel de Roger Waters